# BlackBerry (azienda)
BlackBerry Limited (originariamente Research In Motion Limited) è un'azienda di software canadese nell'ambito della sicurezza informatica, in passato produttrice di dispositivi wireless con il marchio omonimo e con sede a Waterloo in Ontario. 
BlackBerry produceva in proprio il software per i suoi dispositivi, usando tecnologia C++ e Java oltre allo sviluppo e vendita di componenti integrati per il mondo wireless.

## Storia

### Espansione globale, presenza nel mercato azionario e competizione (2001-2011)
I titoli della BlackBerry Limited (originariamente "Research In Motion Limited") sono stati quotati in borsa a partire dall'11 settembre del 2006 con un valore iniziale di 26,54 dollari, salendo gradualmente fino al 7 novembre del 2007 raggiungendo i 133 dollari, successivamente il titolo fluttua di valore tra gli 80 dollari e i 125 dollari dell'agosto 2008, successivamente il titolo fluttuerà ripetutamente di valore fino ad arrivare a pochi dollari. Dopo numerose vicissitudini, il 2012 ha visto l'uscita dei due fondatori, Mike Lazaridis e Jim Balsillie, dalla carica di CEO dell'azienda, che è stata affidata a Thorsten Heins. Samsung ha smentito di aver presentato un'offerta per l'acquisizione di BlackBerry, affermando di essere interessata al solo BlackBerry Messenger. Nel 2013 la società guidata da Thorsten Heins valuta la possibilità di risarcire gli azionisti e ritornare ad essere un'azienda privata.
Negli anni diverse società hanno consigliato la vendita dei titoli BlackBerry per via della svalutazione e della situazione in cui si ritrova l'azienda poco ramificata nel mercato e al contempo altre hanno comprato tali azioni.

## Riconoscimenti
Nel novembre del 2011 la BlackBerry riceve il premio "Global Impact", per il suo ruolo critico nella risposta alle emergenze di Haiti. Il premio è stato conferito dall'organizzazione umanitaria mondiale no-profit "International Medical Corps".